# Andrea Croci
Andrea Croci (Gallarate, 23 aprile 1976) è un cantante e attore italiano.

## Biografia
Nato a Gallarate, fin da adolescente partecipa a numerose campagne pubblicitarie formandosi poi come attore presso Quelli di Grock a Milano.
Ha scoperto il suo talento vocale grazie a Emiliana Perina, con la quale ha studiato canto e dizione presso il CTA di Milano.
Si è dunque iscritto e diplomato alla BSMT - The Bernstein School of Musical Theater di Bologna sotto la direzione di Shawna Farrell e ha studiato come Basso al Giovanni Battista Martini di Bologna con Vilma Vernocchi.
Noto per la sua interpretazione di Gaston ne "La Bella e la Bestia", ha interpretato Sweeney Todd, protagonista del musical "Sweeney Todd: il Diabolico Barbiere di Fleet Street", personaggio che ha messo in scena prima con la BSMT, poi con produzioni private, deve invece al suo Caifa in "Jesus Christ Superstar" (per la Compagnia della Rancia con la quale lo spettacolo è andato in tour nei maggiori teatri della penisola) la consacrazione tra le più conosciute voci del musical italiano. 
Lucio Dalla lo sceglie nel 2008 per la sua "The Beggar's Opera".
Nel 2009 interpreta il ruolo di Gaston nel musical "La Bella e la Bestia" prodotto dalla Stage Entertainment (leader europeo nel settore della produzione di musical) con cui ha riscontrato un enorme successo di pubblico e critica durante le oltre 500 date tra Milano - Teatro Nazionale e Roma - Teatro Brancaccio. Archiviato l'11 agosto 2022 in Internet Archive..
Nel dicembre 2011 riveste il ruolo di Sweeney Todd a Roma. 

## Discografia parziale
- 2008 Jesus Christ Superstar - Caifa (Compagnia della Rancia)
- 2010 La Bella e la Bestia - Gaston  (Stage Entertainment)

## Teatro
- 2013 "Fantasmi a Roma" regia di Fabrizio Angelini
- 2011 Sweeney Todd: Il Diabolico Barbiere di Fleet Street regia di Marco Simeoli
- 2009 - 2011 La Bella e la Bestia regia di Glenn Casale
- 2008 The Beggar's Opera regia di Lucio Dalla
- 2008 Sweeney Todd: Il Diabolico Barbiere di Fleet Street regia di Marco Simeoli
- 2006 - 2008 Jesus Christ Superstar regia di Fabrizio Angelini
- .2016 Arsenico e Vecchi merletti regia di Fabrizio Angelini

## Cinema e TV
- 2012 Il Commissario Montalbano "Una Voce di Notte" regia di Alberto Sironi
- 2017 Non c'è gloria per